# Felkai-tó
A Felkai-tó (szlovákul Velické pleso) a Magas-Tátra déli oldalának egyik kisebb tava Szlovákiában. Partján épült a Sziléziai menedékház.

## Fekvése
A tó  Tátraszéplak (Tatranská Polianka) feletti Felkai-völgy (Velická dolina) felső részében fekszik, 1641 m magasságban.

## A Felkai-tó partján épült menedékházak története
Az első kőépület 1871-ben a Felkai-tó keleti partján állt. Blasy-menedékház (Blasyho chata) Felkai-tavi menedékház az építtetőjéről, illetve az elhelyezkedésről kapta a két nevét. 1874 márciusában a Gránátfalról lezúduló lavina elsodorta. Tátrafüred igazgatója Blasy Ede építette, a gondnok nélküli kőből épült háromszobás épületet a fürdővendégek anyagi támogatásával.
Hunfalvy-menedékház (Hunfalvyho chata) Hunfalvy-kunyhó: 1878-ban a tótól délkeletre kisebb famenedéket építettek, melyet a híres geográfusról, Hunfalvy Jánosról neveztek el. A házban volt egy társalgó és hálószoba, valamint konyha és kamra. A Sziléziai menedékház megnyitásáig a nyári hónapokban a háznak valamelyik kiszolgált kalauz volt a gondnoka. A fokozódó turistaforgalmat rövidesen nem bírta kielégíteni a szerény kis épület, melyről a lengyel Radzikowski 1886-ban így panaszkodik: „A házban tetőn, kenyéren és pálinkán kívül semmit sem kapni.” A közeli Sziléziai menedékház megépítése után a „régi háznak” (így különböztették meg az „új háztól”) is nevezett épületben éjszakai menedék működött a hordárok és a hegyi vezetők számára, míg 1913-ban le nem égett.
A Felkai turistalak (Felka) a Felkai-tó közelében 1861-ben épült, de 1874-ben súlyosan megrongálódott.
Sziléziai menedékház vagy más néven Sziléziai ház (1676 m) (Sliezsky dom): 1895-ben a Magyarországi Kárpát Egyesület (MKE) sziléziai szekciója felépíttette a tó nyugati partján az első Sziléziai házat, először mint földszintes faépületet.
A Sziléziai menedékház ma is fogadja vendégeit.

## Képgaléria

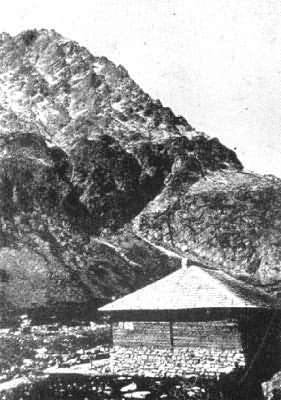
Az egykori Hunfalvy-menedékház
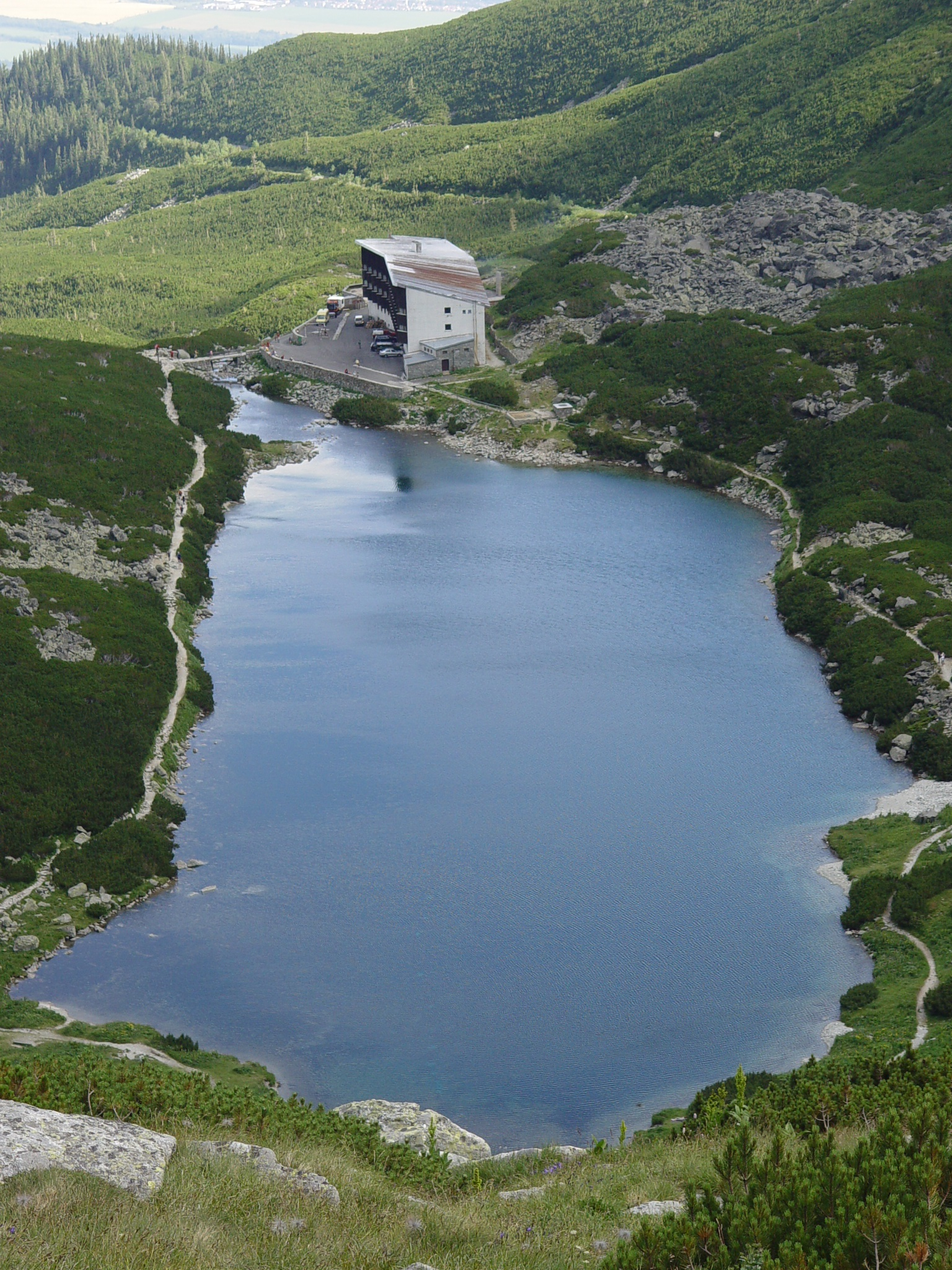
A Sziléziai menedékház a Felkai-tó partján
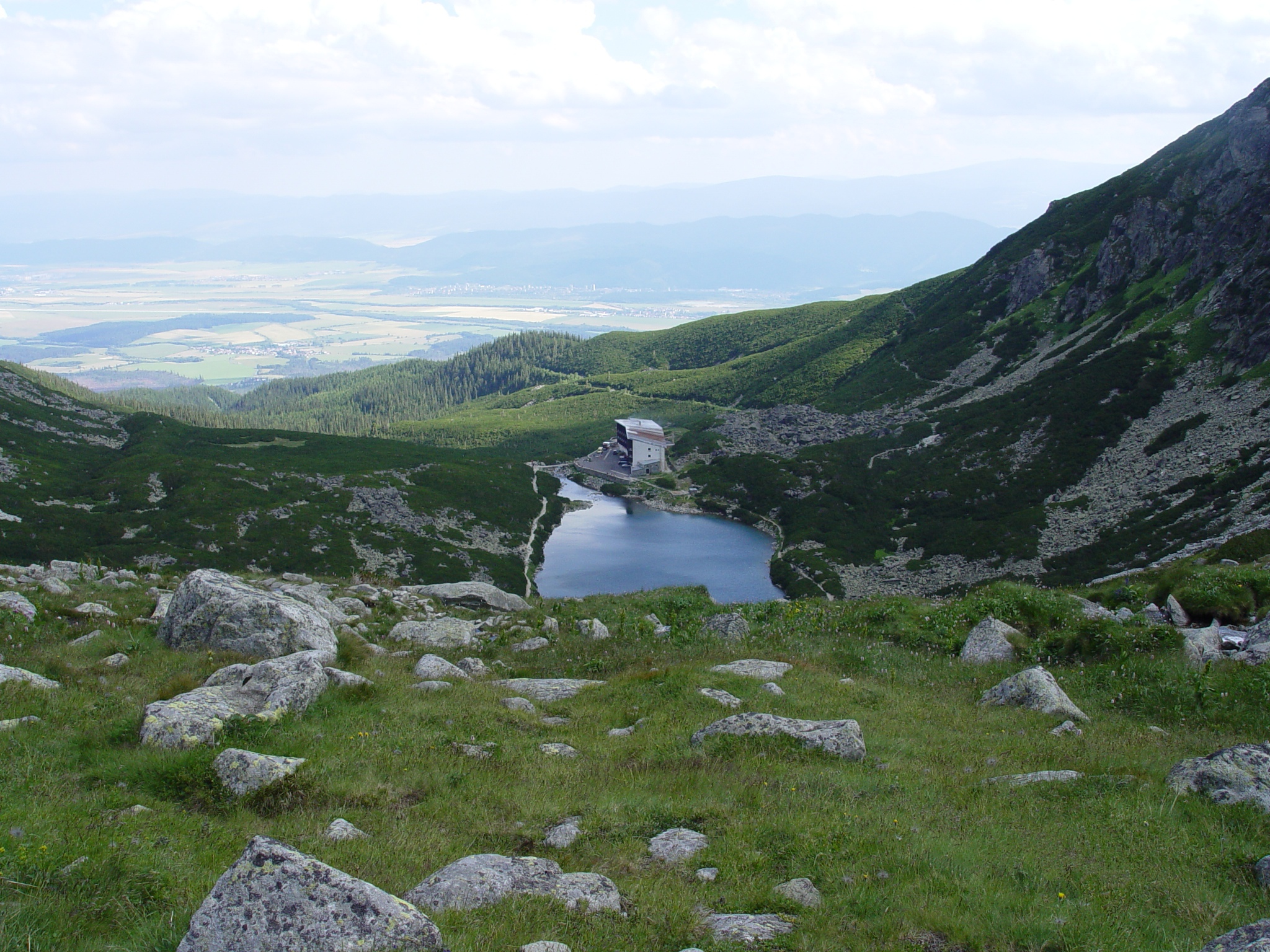
A Szilézia ház és környéke

## Jelzett turistautak
- A Batizfalvi-tóhoz a Batizfalvi-völgyben: a piros jelzésen   (Magisztrála), 1 ó 30 p.
- A Poprádi-tavi Hegyi Szállóhoz, a Menguszfalvi-völgyben: a piros jelzésen   (Magisztrála), 4 ó.
- Javorinára a Lengyel-nyergen át: a zöld   jelzésen és a Poduplaszki-völgyön végig a kék   jelzésen, összesen 6 ó.
- A Hosszú-tavi menedékházhoz, a Nagy-Tarpataki-völgybe, a Lengyel-nyergen: a zöld   jelzésen és a Rovátkán át: a kék  jelzésen.